# Три послератна друга (ТВ филм)
Три послератна друга је југословенски и српски ТВ филм из 1989. Базиран је на истоименом албуму. ТВ филм је направљен од спотова и сегмената између њих. Рађен је у продукцији Телевизије Београд и Телевизије Нови Сад. Премијерно је приказан на дан изласка албума, 30. новембра 1989.

## Спотови
- Шугар реп[1]
- Још једна песма о малој гаравој[2] [а]
- Девојка са чардаш ногама
- Ћалетова песма
- Д мол
- Кад одем
- Сапутник
- Реморкер
- О, Боже

## Напомена
1. ↑  а

Приказан је само део у емисији Балканском улицом.